# Psara submarginalis
Psara submarginalis is een vlinder uit de familie van de grasmotten (Crambidae), uit de onderfamilie van de Spilomelinae. De wetenschappelijke naam van deze soort is voor het eerst gepubliceerd in 1925 door Aristide Caradja.
De soort komt voor in China en is ontdekt op Mount Mogan in Zhejiang.